# Trichocolletes maximus
Trichocolletes maximus är en biart som först beskrevs av Cockerell 1929.  Trichocolletes maximus ingår i släktet Trichocolletes och familjen korttungebin. Inga underarter finns listade i Catalogue of Life.

## Bildgalleri

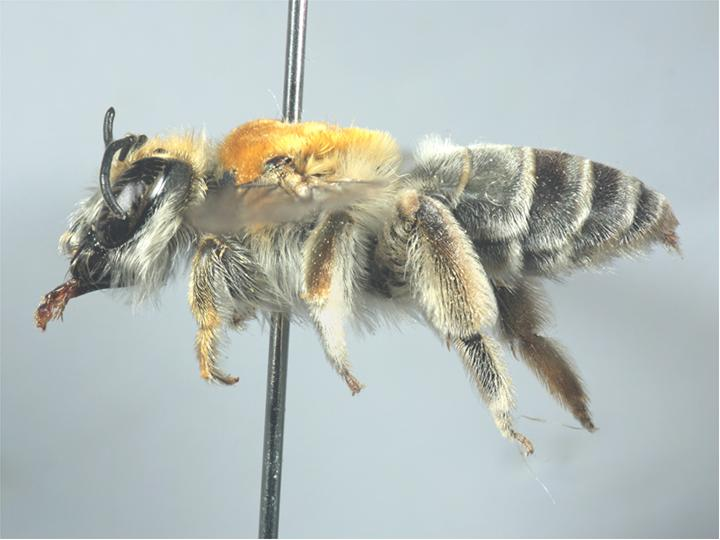
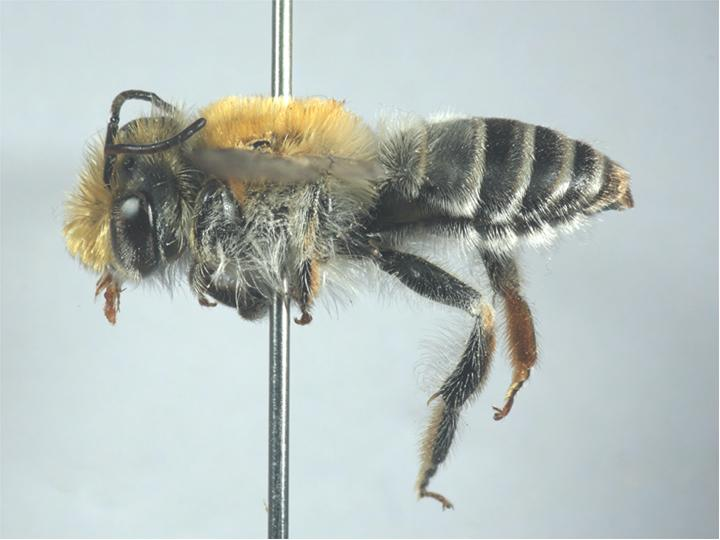